# Nadroparyna
Nadroparyna (łac. nadroparinum) – wielofunkcyjny organiczny związek chemiczny, drobnocząsteczkowa pochodna heparyny, lek przeciwzakrzepowy, stosowana w profilaktyce i leczeniu żylnej choroby zakrzepowo-zatorowej i niestabilnej dławicy piersiowej.

## Budowa i mechanizm działania
Nadroparyna jest heparyną drobnocząsteczkową otrzymywaną przez depolimeryzację standardowej heparyny. Jest mieszaniną glikozaminoglikanów o średniej masie cząsteczkowej 4300 daltonów (masa 75–95% cząsteczek znajduje się w przedziale 2000–8000 Da). Aktywność przeciwkrzepliwa nadropadryny skierowana jest w głównej mierze przeciwko czynnikowi Xa, a w mniejszym stopniu przeciwko czynnikowi IIa. Odtrutką na nadroparynę jest siarczan protaminy oraz chlorowodorek protaminy

## Zastosowanie

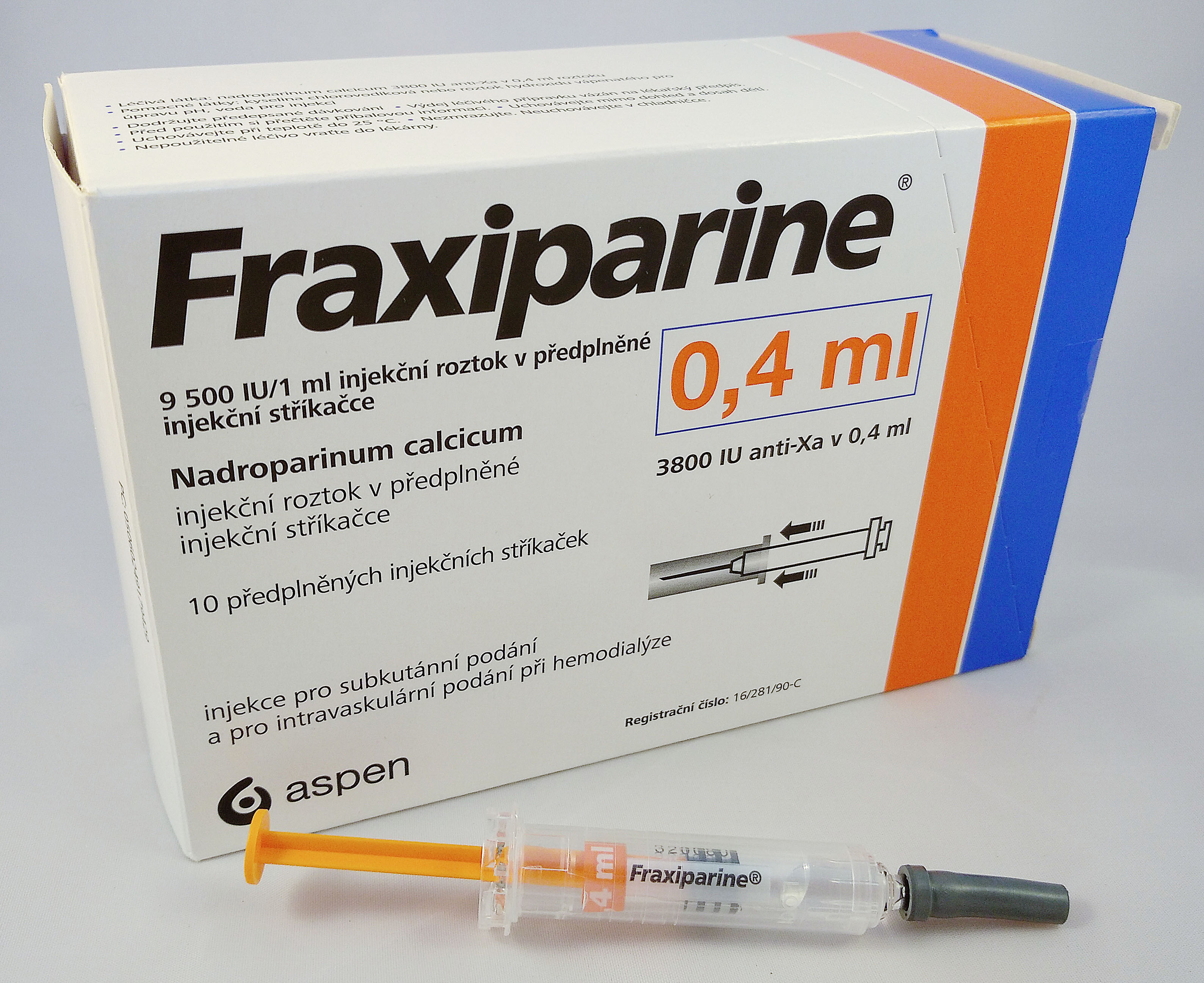
Preparat Fraxiparine

- profilaktyka żylnej choroby zakrzepowo-zatorowej w chirurgii i w chirurgii ortopedycznej[1]
- profilaktyka żylnej choroby zakrzepowo-zatorowej u pacjentów unieruchomionych z przyczyn innych niż zabieg chirurgiczny w przypadku wysokiego ryzyka wystąpienia powikłań zakrzepowo-zatorowych (np. ciężkie zaostrzenie przewlekłej obturacyjnej choroby płuc, niewydolność serca, ciężkie zakażenie)[1]
- zapobieganie wykrzepianiu w układzie krążenia pozaustrojowego podczas hemodializy[1]
- leczenie zakrzepicy żył głębokich z towarzyszącą zatorowością płucną lub bez zatorowości[1]
- leczenie niestabilnej dławicy piersiowej i zawału mięśnia sercowego bez załamka Q w leczeniu skojarzonym z kwasem acetylosalicylowym[1]

Nadroparyna jest dopuszczona do obrotu w Polsce (2018).

## Działania uboczne
Nadroparyna powoduje krwawienia o różnych lokalizacjach, w tym krwiaki w miejscu podania, u ponad 10% pacjentów, natomiast u ponad 1% pacjentów zwiększenie aktywności aminotransferaz w osoczu krwi.